# تجنب النزاع
إنَّ تجنب النزاع هو أحد أساليب التعامل مع النزاعات عن طريق تجنب مواجهة القضية المطروحة بشكل مباشر. يمكن أن تشمل طرق القيام بذلك تغيير الموضوع أو تأجيل النقاش إلى وقت لاحق أو ببساطة عدم إثارة موضوع النزاع. يمكن استخدام منع النزاع كإجراء مؤقت لكسب بعض الوقت أو كوسيلة دائمة لتسوية مسألة ما. قد لا يكون هذا الإجراء قابلًا للتمييز عن الإذعان بشكل بسيط إلى الطرف الآخر، ويمكن ان يصل إلى الحد الذي يغير فيه الشخص الذي يتجنّب النزاع رغباته الخاصة لتتوافق مع الطرف الآخر. ومع ذلك يمكن أن يصل إجراء منع النزاع إلى حد الانسحاب من العلاقة.
يُستخدم مصطلح (تجنب النزاع) أحيانًا لوصف منع نشوب النزاعات. ينتقد (باكال - Bacal) هذا الاستخدام للمصطلح من خلال سؤله:
| تجنب النزاع | هل هناك فرق بين منع الإصابة بالإيدز من خلال استخدام الاحتياطات المناسبة وتجنب أو عدم السعي إلى العلاج إذا أصيب شخص به؟ بالطبع هناك فرق. | تجنب النزاع |

صنفَ كل من تيرنر وويد الإخفاء باعتباره أحد الأنواع الرئيسية الثلاثة لتجنب النزاع، ويوصف مستخدمو هذه الطريقة بأنهم لا يتحملون أي مخاطرة ولا يقولون أي شيء، حيث يخفون آرائهم ومشاعرهم. وينقسمون إلى ثلاثة أنواع. وهي:
- الذين يكتمون مشاعرهم. يبتسمون حتى لو تسبب الموقف بالألم والضيق لهم. يتصرفون كذلك لأنهم يعتبرون موافقتهم على كلام الآخرين أمر مهم ويشعرون أنه من الخطر إهانة الطرف الآخر بالكشف عن مشاعرهم الحقيقية.
- من يغيرون الموضوع: وهم الذين يجدون صعوبة حقيقية في مناقشة المسألة. يغيرون الموضوع من خلال إيجاد أمر يمكن أن يكون محل اتفاق مع الطرف الآخر. ووفقًا ل تيرنر وويد فإن هذا الأسلوب في الاستجابة لا يحل المشكلة عادة، وبدلًا من ذلك يمكن أن يسبب مشاكل للأشخاص الذين يستخدمونه وللمنظمة التي يعمل فيها هؤلاء الأشخاص.
- المتهربون الذين يبتعدون عن طريق الطرف الآخر لتجنب الصراعات.

## الجدال
ترى شبكة توماش - كيلمان أن التجنب هو طريقة خاسرة لأنه لا يتعامل مع القضية المطروحة. وتوجد مصادر أخرى ترى أن التجنب وسيلة مفيدة للتخلص من صراعات طفيفة جدًا غير متكررة لتوفير كمية كبيرة من الوقت.

## بحوث علم نفس الشخصية
أشارت أبحاث علم نفس الشخصية إلى أن سمة الشخصية المتمثلة في الوفاق (وهي أحد الأبعاد الخمسة المحددة للشخصية) ترتبط مع الميل لتجنب النزاع.

## تجنب النزاع في مكان العمل
يتجنب المدراء أحيانًا حصول نزاع مباشر بين الموظفين في مكان العمل من خلال تفريقهم ببساطة. أما في أماكن العمل والحالات الأخرى التي لا يمكن فيها قطع الاتصال المستمر بين الموظفين قد يتجنب هؤلاء المواجهة لأنهم يرونها شديدة الخطورة أو غير مريحة، ويختارون بدلًا من ذلك تجنب التعامل بشكل مباشر مع المشكلة من خلال التحدث عنها مع الآخرين أو الانخراط في سلوكيات سلبية عدوانية مثل النميمة. ارتبط الصراع غير المُسَوَّى في مكان العمل بسوء الفهم الناتج عن الارتباك أو رفض التعاون أو زيادة الضغط أو انخفاض التعاون الذي ينتج الإبداع أو خلال حل مشاكل الفريق أو عدم الثقة. ووفقًا لمقالة نُشرت في مجلة أعمال الخليج الشرقي (East Bay Business Times) قد تتضمن بعض التصرفات المحتملة للمدراء التنفيذيين الذين يكرهون الصراع ما يلي:
| تجنب النزاع | يمكن للمدراء التنفيذيين ذوي الأداء الضعيف النجاة لأن المدير لا يبحث في شكاوى الموظفين ولا يتصرف على أساسها، يمكن أن يتحول النزاع بين الأقسام لحقد بسبب عدم وجود شخص يحل المشاكل بطريقة فعالة، بل يتم نقل المدراء غير الفعالين من قسم إلى آخر. | تجنب النزاع |